# Vittorio Pozzo
Vittorio Pozzo, född 12 mars 1886 i Turin, död 21 december 1968, var en italiensk fotbollstränare som ledde det italienska landslaget till två VM-guld (1934 och 1938) och ett OS-guld (1936).
Pozzo, som var en slug taktiker, var mannen bakom det italienska spelsystemet Metodo. Detta system var en variant av det klassiska 2–3–5-systemet (2 backar, 3 halvbackar, 5 anfallare), med skillnaden att två av anfallarna (inrarna) flyttades ner i plan, vilket resulterade i något som kan liknas vid 2–3–2–3. 
Det italienska landslaget under Pozzos ledning var känt för sitt starka försvar och för sina snabba kontraattacker. Laget lät motståndarna ha större delen av bollinnehavet, men när man väl erövrade bollen, ställde det blixtsnabbt om från försvar till anfall. Eller som en journalist uttryckte saken: "Det andra laget anfaller, men Italien vinner matchen."